# Isabel Vollmer

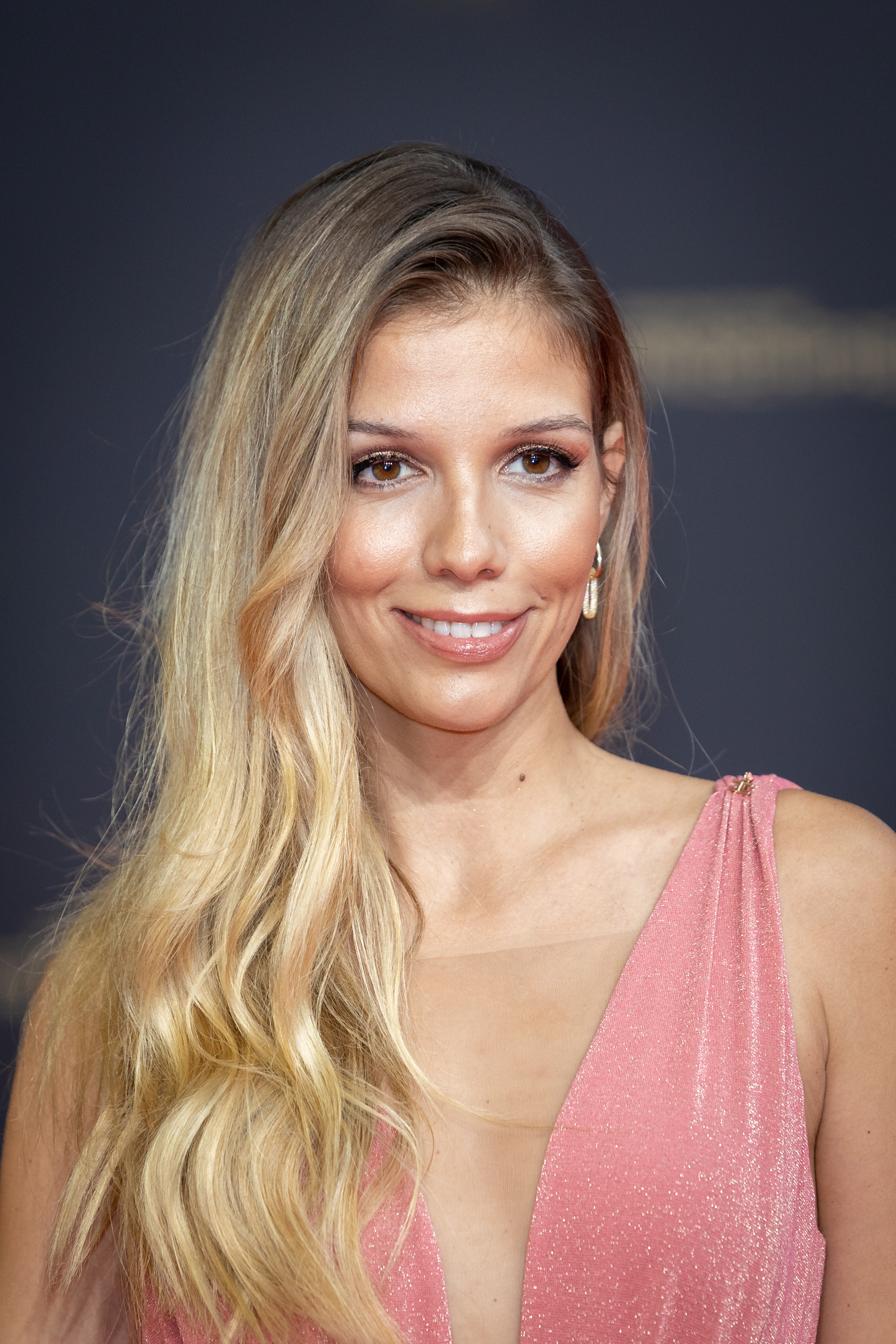
Isabel Vollmer (2022)

Isabel Vollmer (* 11. September 1985 in Aschaffenburg) ist eine deutsche Schauspielerin.

## Leben
Isabel Vollmer erhielt ihre Schauspielausbildung ab 2007 an der Theaterakademie Köln, die sie 2011 mit Diplom abschloss. Während ihrer Ausbildung spielte sie am Akademietheater Köln unter anderem die Titelrolle in Nora oder Ein Puppenheim, Helena im Sommernachtstraum und Lady Macbeth in Macbeth. 2013 stand sie in Die Wahrheit unter der Regie von René Heinersdorff am Theater am Dom auf der Bühne.
Episodenrollen hatte sie etwa in der ARD-Vorabend-Krimiserie Heiter bis tödlich: Henker & Richter (2012), der RTL-Actionserie Alarm für Cobra 11 – Die Autobahnpolizei (2013/14), der Sat.1-Serie Der letzte Bulle (2014) und der ZDF-Serie Heldt (2019). Im Sat.1-Fernsehfilm Der Weihnachtskrieg verkörperte sie 2013 die Rolle der Lina. 2018 war sie im Kinofilm Klassentreffen 1.0 von Til Schweiger als Winnie zu sehen, im Sat.1-Fernsehthriller Amokspiel basierend auf dem Roman von Sebastian Fitzek spielte sie 2018 die Geisel Dörte Schmidt. In der Folge Schön und tot der ARD-Krimireihe Die Füchsin verkörperte sie 2019 die Rolle der Alexandra.
2018 war sie auf der Titelseite der deutschen Oktoberausgabe des Männermagazins Playboy abgebildet. Von 2018 bis 2019 spielte sie in der RTL-Serie Freundinnen – Jetzt erst recht die Rolle der Britta Roth. Im November 2020 übernahm sie in der RTL-Serie Unter uns die Rolle der Monika Huber. Im Dezember 2022 wurde ihr Ausstieg aus der Serie mit 23. Dezember bekannt.
Anfang 2020 wurde sie zum dritten Mal Mutter.

## Filmografie (Auswahl)
- 2010: Henri 4 (Kinofilm)
- 2010: Rainer Rost und der Feuerwinkel (Kurzfilm)
- 2012: Heiter bis tödlich: Henker & Richter – Rufmord (Fernsehserie)
- 2012: Zu schön um wahr zu sein (Fernsehfilm)
- 2012: Pastewka – Die SMS (Fernsehserie)
- 2013: Turbo & Tacho (Fernsehfilm)
- 2013: Der Weihnachtskrieg (Fernsehfilm)
- 2013: Alarm für Cobra 11 – Die Autobahnpolizei – Alleingang  (Fernsehserie)
- 2014: Alarm für Cobra 11 – Die Autobahnpolizei – Der Wettkampf (Fernsehserie)
- 2014: Die Mütter-Mafia (Fernsehfilm)
- 2014: Der letzte Bulle – Was hab ich getan? (Fernsehserie)
- 2018: Klassentreffen 1.0 (Kinofilm)
- 2018: Amokspiel (Fernsehfilm)
- 2018–2019: Freundinnen – Jetzt erst recht (Fernsehserie)
- 2019: Heldt – Der längste Tag: Die Jagd
- 2019: Die Füchsin: Schön und tot
- 2020: Die Läusemutter – Die Glanz Methode (Fernsehserie)
- 2020–2022: Unter uns (Fernsehserie)
- 2023: Manta Manta – Zwoter Teil
- 2025: Tatort: Feuer (Fernsehreihe)